# Finn Tugwell
Finn Tugwell (ur. 18 marca 1976 w  Århus) -  duński tenisista stołowy, o wzroście 170 cm i wadze 70 kg. Członek kadry narodowej i olimpijskiej mężczyzn w tenisie stołowym w Danii. Zawodnik duńskiego klubu tenisa stołowego Roskilde Bordtennis BTK61. Jest sponsorowany przez japońską firmę tenisa stołowego Nittaku. W światowym rankingu ITTF najwyżej uplasował się na 65. miejscu. Naukę gry w tenisa stołowego rozpoczął w wieku 6lat Obecnie jest to drugi po Michaelu Maze najlepszy tenisista stołowy w Danii i jeden z lepszych w Europie.
- Miejsce w światowym rankingu ITTF: 91
- Styl gry: praworęczny, szybki forhendowy atak topspinowy

## Sprzęt
- Deska: Nitaku Septear OFF-
- Okładziny: Sponge (grubość podkładu: 2.1mm; po obu stronach)